# Willie Christie
William Lawrence "Willie" Christie, född 14 november 1948, är en brittisk modefotograf och filmregissör.

## Biografi

### Uppväxt
Christie är son till Hector Lorenzo Christie och Lady Jean Agatha Dundas. Hans morfar var Lawrence John Lumley Dundas, 2:a markis av Zetland. Christie studerade vid Eton College. Vid 19 års ålder arbetade han på Richard Burton och Elizabeth Taylors yacht Kalizma i en månad, innan han fick jobb som assistent till modefotografen David Anthony. År 1973 uppträdde han på Top of the Pops tillsammans med Roxy Music.

### Fotografi
År 1969 blev Christie ombedd av journalisten BP Fallon att fotografera The Rolling Stones under ett genrep i The Beatles Apple Studios, inför bandets hyllningskonsert till Brian Jones i Hyde Park.
Senare samma år blev fotografen Clive Arrowsmith Christies mentor. Han arbetade tillsammans med Arrowsmith för bland andra brittiska Vogue. Under den här perioden träffade Christie sin framtida hustru Grace Coddington.
Christie började arbeta som frilansfotograf 1970. Hans bilder har publicerats i modemagasin såsom Vogue, Harpers & Queen, Honey och Over 21. Han har även fotograferat porträtt av en rad berömda skådespelare och musiker.
Christie fotograferade och designade omslaget till Robert Fripp och Brian Enos musikalbum (No Pussyfooting) (1973). År 1983 regisserade Christie en musikvideo med fyra låtar från Pink Floyds album The Final Cut. Han fotograferade också albumomslaget. Pink Floyds basist Roger Waters var vid tillfället gift med Christies äldre syster Lady Carolyne Anne Christie.
År 1982 började Christie regissera reklamfilmer. Flera av dessa har vunnit diverse priser.
Christie skrev och regisserade The Whisper (1988), en film baserad på en novell av Anton Tjechov. Filmen visades på filmfestivaler världen runt.
Han regisserade en uppsättning av Siren av David Williamson på Grace Theatre i London 2000.
Fotografen och affärsmannen Justin de Villeneuve har omnämnt Christie som en av sina störa influenser, tillsammans med Richard Avedon och Bert Stern.

### Privatliv
Christie var gift med fotomodellen och stylisten Grace Coddington mellan 1976 och 1980. Sedan 1991 har Christie varit gift med sin nuvarande hustru Amanda, dotter till skådespelaren Derek Nimmo. De har två barn tillsammans. Christie har också dottern Scarlett.